# Питър Лори
Питър Лори (на английски: Peter Lorre) (26 юни 1904 г. – 23 март 1964 г.) е унгарско-американски актьор. 
Лори предизвиква международна сензация с ролята си на сериен убиец в немския филм „М“ от 1931 г. По-късно става актьор в много холивудски криминални филми и въпреки че е избиран да играе предимно зловещи чужденци, той поема главната роля в детективската поредица за г-н Мото.

## Избрана филмография
| Година | Филм                               | Оригинално заглавие               | Роля                  | Режисьор           |
| ------ | ---------------------------------- | --------------------------------- | --------------------- | ------------------ |
| 1931   | М                                  | M – Eine Stadt sucht einen Mörder | Ханс Бекерт           | Фриц Ланг          |
| 1934   | Човекът, който знаеше твърде много | The Man Who Knew Too Much         | Абът                  | Алфред Хичкок      |
| 1941   | Малтийският сокол                  | The Maltese Falcon                | Джоъл Кайро           | Джон Хюстън        |
| 1942   | Казабланка                         | Casablanca                        | Угарте                | Майкъл Къртис      |
| 1944   | Арсеник и стари дантели            | Arsenic and Old Lace              | доктор Хърман Айнщайн | Франк Капра        |
| 1954   | Казино Роял                        | Casino Royale                     | Ле Шифр               | Уилям Браун младши |
| 1956   | Около света за 80 дни              | Around the World in 80 Days       | стюард на парохода    | Майкъл Андерсън    |
| 1963   | Гарванът                           | The Raven                         | д-р Адълфъс Бедлоу    | Роджър Корман      |